# 意大利商业银行宫 (米兰)

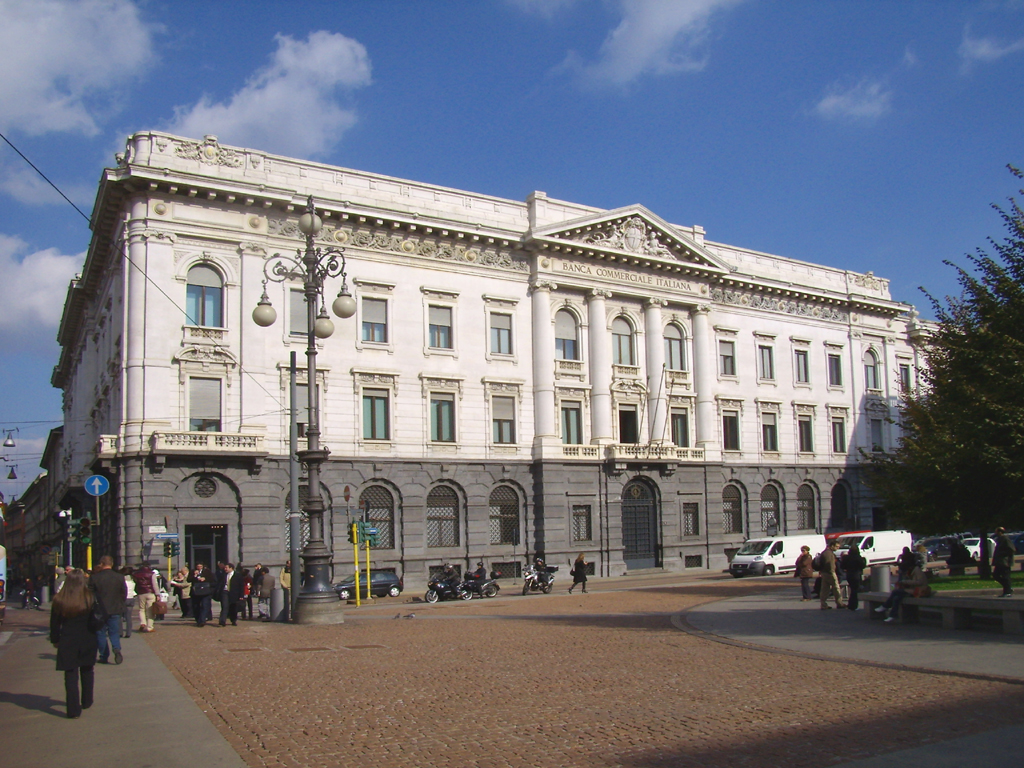
意大利商业银行宫

意大利商业银行宫（Palazzo della Banca Commerciale Italiana）是意大利, 米兰的一座历史建筑，位于市中心的斯卡拉广场。20世纪初初建筑师卢卡·贝尔特拉米为意大利商业银行设计。

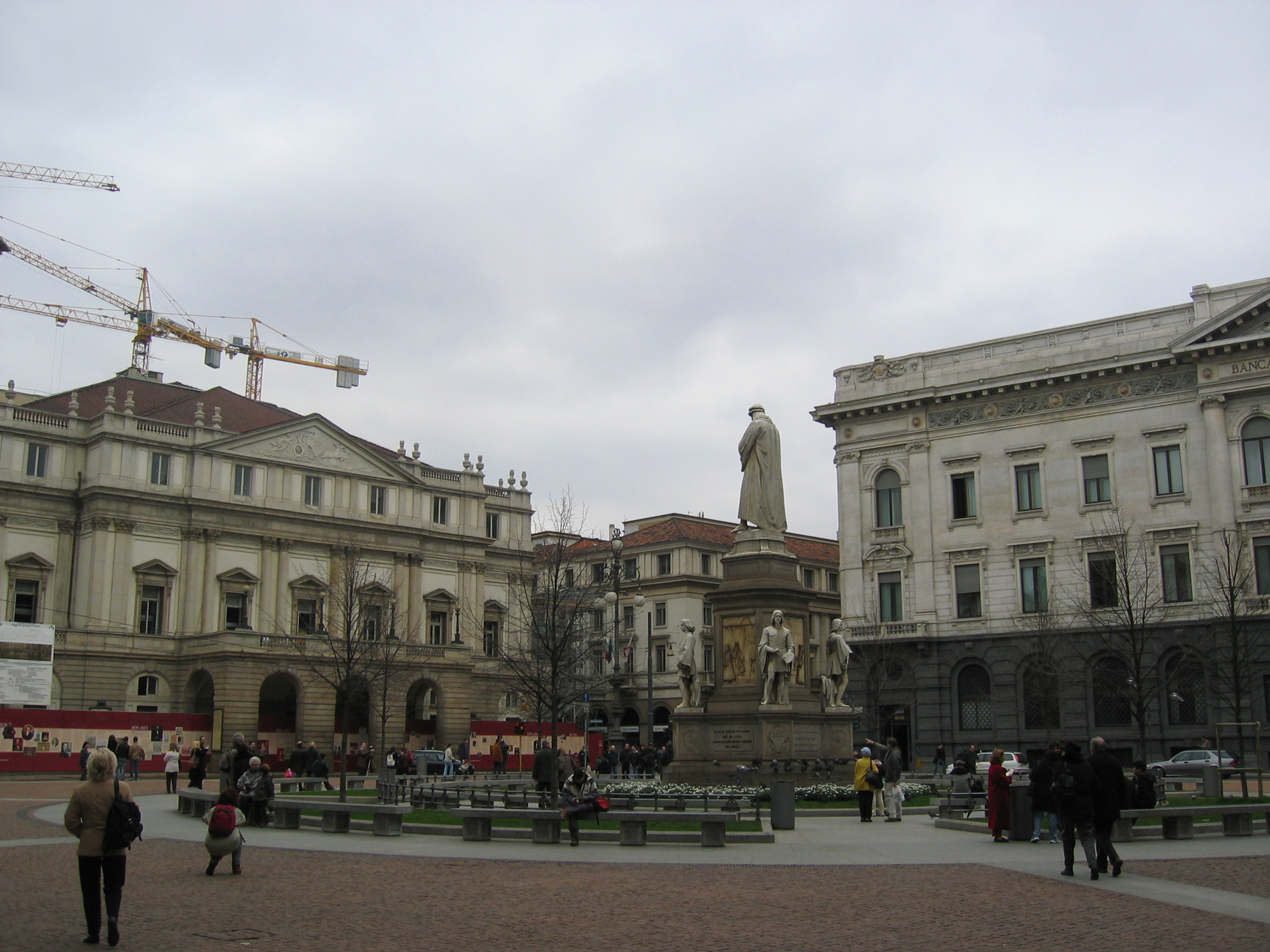
斯卡拉歌剧院（左侧）和意大利商业银行宫（右侧）

## 历史
在20世纪初，米兰的市中心逐渐演变成重要的金融区。意大利商业银行决定在此兴建新的总部大楼。 知名建筑师卢卡·贝尔特拉米被选为主要设计师。拆除了一座巴洛克教堂，和马天尼咖啡厅（米兰五日中米兰爱国者的聚集地点）

## 建筑
尽管新艺术运动建筑在20世纪初的米兰很流行，但是贝尔特拉米仍然选择了新古典主义风格。 原因有两个方面：一方面，新古典主义风格最适合代表大银行；另一方面，也与广场另一侧的斯卡拉歌剧院保持对称。